# Uppsala General Catalogue of Galaxies
UGC of voluit Uppsala General Catalogue of Galaxies is een astronomische catalogus die in 1973 door de Zweedse astronoom Peter Nilson werd samengesteld.
De catalogus bevat gegevens over 12.921 sterrenstelsels ten noorden van declinatie -02°30' en is voornamelijk gebaseerd op de originele blauwe (O) fotografische platen van de National Geographic Society – Palomar Observatory Sky Survey die met de Samuel Oschintelescoop op het Palomar-observatorium werd verricht. Behalve beschrijvingen van alle op deze platen voorkomende stelsels met een diameter vanaf 1 boogminuut, zijn ook gegevens over alle stelsels uit de Catalogue of Galaxies and of Clusters of Galaxies (of CGCG) opgenomen die een schijnbare magnitude van 14,5 of helderder hebben.
De sterrenstelsels uit deze catalogus hebben een oplopende nummering vanaf "UGC 1", en zijn gesorteerd volgens oplopende rechte klimming.

## Bron
- (en)  Uppsala General Catalogue of Galaxies op de website van Caltech